# Ioan Damaschinul
Ioan Damaschinul (în aramaică: ܝܘܚܢܢ ܕܪܡܣܘܩܝܐ, în greacă: Ιωάννης ο Δαμασκηνός, în arabă: يوحنا الدمشقي Iuhanna ad Dimașki c. 676 — d. 4 decembrie 749) este considerat ultimul Părinte al Bisericii, în ordine cronologică. A fost unul din cei mai importanți gânditori ai Bizanțului, de origine arameică-siriană. Spirit enciclopedic, a încercat să realizeze o sinteză de vaste proporții, a întregii cunoașteri a epocii sale, în spirit creștin, proiectul său fiind comparabil, prin proporții, cu cel aristotelic.
Lucrările sale intitulate Dialectica și Dogmatica reprezintă inestimabile documente cu privire la vocabularul filosofic și la proiectul din secolul VIII, de integrare a aristotelismului în cultura creștină. Dogmatica rămâne până în zilele noastre un text de referință pentru înțelegerea dogmei creștine. Datorită contribuției sale însemnate la muzica liturgică ortodoxă a fost denumit „maestrul muzicii” (Μαΐστωρ της μουσικής»).

## Viața Sfântului Ioan Damaschinul
Se cunosc foarte puține detalii despre viața lui Ioan Damaschinul, iar ele provin din surse care sunt adesea în dezacord reciproc. Detaliile biografice despre înaltele funcții pe care le-ar fi ocupat atât Ioan Damaschinul cât și tatăl lui, în administrația centrală a califatului, și care sunt amintite azi în hagiografiile tradiționale, provin dintr-o sursă arabă (melkită) târzie, din secolul al XI-lea, a cărei credibilitate este foarte redusă ținând cont că aceste detalii se găsesc alături de alte povești și legende neverosimile. Sursele mai apropiate în timp de epoca lui Ioan Damaschinul însuși, precum Chronografia sfântului Teofan Mărturisitorul, sau documentele celui de-al șaptelea Sinod, vorbesc mai degrabă de o funcție mai modestă a lui Ioan Damschinul și a familiei lui, anume aceea de perceptor (strângător de impozite pentru statul musulman) în comunitatea creștină locală. Deși hagiografiile ortodoxe și catolice, și mai târziu și erudiții care studiau istoria Bizanțului, au concentrat atenția în ce-l privește pe Ioan Damaschinul asupra scrierilor polemice ale acestuia contra iconoclasmului, operele lui principale sunt dedicate combaterii ereziilor locale, din lumea orientală, melkită, din care făcea parte, anume iacobismul, nestorianismul și alte astfel de erezii care mai atrăgeau sau confruntau încă populația siriană melkită (a arabilor creștini fideli împăratului bizantin), aflată sub dominație islamică.
Sf. Ioan Damaschinul (Yuhana ibn Mansur ibn Sarjun) s-a născut în Damasc, Siria, în a doua parte a secolului al VII-lea, dintr-o familie nobilă și bogată de arabi creștini (deși unele surse sugerează că tatăl lui, Sarjun, era un sirian arameu care se convertise la islam.), cu funcții în administrația fiscală a Siriei. Bunicul său, Mansur, avusese un rol istoric nefericit, acela de a trata capitularea Damascului în mâinile musulmanilor, la 4 septembrie 635. Unele mărturii (Eutichie din Alexandria) despre acest episod nefericit pentru comunitatea creștină a Damascului bizantin, sugerează că Mansur a propus arabilor musulmani predarea orașului cu condiția garantării vieții și libertății familiei lui, rudelor lui și locuitorilor Damascului, cu excepția bizantinilor care se aflau în oraș, fapt acceptat de către conducătorul musulman Khalid ibn al-Ualid.
Tatăl său, Serghie (cu numele arab: Sargun ben-Mansur) a fost consilierul intim al califilor Mo-awia (660-680) și Abd-el Melik. I-a dat fiului său Ioan o educație aleasă.
Ioan ocupă dregătoria tatălui său, după moartea acestuia, în 690, până în 718, când califul Omar al II-lea pornește o politică anticreștină. Alte surse sugerează totuși că mai degrabă înlăturarea lui Ioan Damaschinul din funcție se datora unor intrigi. După pierderea dregătoriei, Ioan Damaschinul își împarte averea la săraci, își eliberează sclavii și se retrage împreună cu fratele său adoptiv, Cosma, în Mănăstirea Sfântul Sava din Palestina, unde va rămâne până la sfârșitul vieții. Este hirotonit preot și va oficia în Biserica Învierii din Ierusalim.
După anul 726, când Leon Isauricul (717-740) publică edictul iconoclast, Ioan Damaschinul devine un atacant activ al ereziei, scriind trei tratate. Ia parte și la sinodul antiiconoclast al episcopilor orientali.
A fost cunoscut (mai ales de către teologii secolului al XI-lea), și ca imnograf și melod, datorită imnurilor compuse de el care se vor răspândi în toată lumea creștină.
A murit la Mănăstirea Sf. Sava, la 4 decembrie 749, unde se află și azi chilia și mormântul său.

## Opera

Ioannis Damasceni Opera, 1603

A lăsat o operă bogată și variată, cu tratate filosofice, dogmatice, polemice, exegetice, morale, ascetice, omiletice și de imnologie. Cea mai cunoscută operă a sa este „Izvorul Cunoașterii”, care are trei părți: Capitula philosophica, un fel de propedeutică a credinței, apoi Liber de haeresibus, unele informații despre erezii, și Expositio fidei; a mai scris și: Contra Jacobitas, De duabus in Christo voluntatibus, trei discursuri împotriva iconoclaștilor; scrierile exegetice și omiletice includ un comentariu la scrisorile pauline, predici despre nașterea și moartea Fecioarei Maria; scrierile ascetice tratează despre post, despre virtuți și despre vicii. A luat parte cu siguranță și la compunerea unor Carmina (imnuri) liturgice. 
Scrierile lui Ioan din Damasc au caracter compilator, întrucât nu doar că reiau terminologia dialectică și teologică a Părinților Bisericii, pe care îi și citează pe larg. Ioan din Damasc a introdus în teologie tratarea amplă a problemelor cosmologice, antropologice și clarificarea anumitor noțiuni, precum: físis (natură), hìpóstasis (persoană) și perikóresis (perihoreză, literal „dans învârtit”, cu referire la unirea trinitară). A scris și unele considerații despre cultul imaginilor.
Doctrina sa spirituală, care a avut o foarte mare influență în secolele următoare, a fost fondată pe ideea că viața creștină trebuie să se orienteze spre viziunea lui Dumnezeu, iar pentru a face aceasta este necesară puritatea inimii și iubirea față de Dumnezeu, pentru a ajunge la aceasta fiind necesară lupta împotriva viciilor și perfecționarea virtuților.
A. Lucrarea sa fundamentală este Πηγη γνωσεως (în limba latină: Fons cogitationis), iar în limba română: Izvorul Cunoștinței, în trei părți:
1. Dialectica sau Logica,
2. Despre erezii
3. Dogmatica.

Alte lucrări dogmatice
- Despre dreapta credință
- Despre Sfânta Treime
- Epistolă către arhimandritul Iordan, despre imnul Trisaghion
- Introducere elementară în dogme
- Despre cei în credință adormiți
- Expunerea credinței

B. Opere polemice:
- Trei tratate contra celor care atacă sfintele icoane
- Tom ca din partea prea sfințitului Petru, episcopul Damascului, către așa-numitul episcop iacobit al Dareii
- Despre firea compusă, contra acefalilor
- Despre cele două voințe și activități și despre celelalte însușiri naturale ale lui Hristos și, pe scurt, despre cele două firi și o singură ipostază
- Contra ereziei nestoriene
- Dialog contra maniheilor
- Discuția dintre un sarazin și un creștin
- Discuția lui Ioan, ortodoxul, cu un maniheu
- Despre balauri

C. Opere exegetice:
- Comentariu la epistolele Sfântului Apostol Pavel, după Sfântul Ioan Hrisostom

D. Opere morale și ascetice:
- Sfintele paralele
- Despre sfintele posturi
- Despre cele opt duhuri ale răutății
- Despre virtuțile și viciile sufletești și trupești

E. Opere omiletice:
- Cuvânt la Schimbarea la față a Domnului nostru Iisus Hristos
- Cuvânt la smochinul neroditor și la parabola viei
- Cuvânt la Marea Sâmbătă
- Cuvânt la Nașterea Preasfintei Stăpânei noastre Născătoarea de Dumnezeu și pururea Fecioara Maria
- Trei cuvântări la Adormirea Maicii Domnului

F. Opere Poetice
I se mai atribuie și romanul hagiografic Viața lui Varlaam și Ioasaf, o poveste despre încreștinarea indianului Ioasaf, împreună cu toată familia sa, de către anahoretul Varlaam. Romanul a fost tradus ulterior în latină și slavonă. Versiunea slavonă a legendei a circulat și în Țările Române, unde a fost tradusă în românește (1649) de Udriște Năsturel, influențând chiar și pictura bisericească (vezi bolta mănăstirii Neamț).
Ediții în limba română:
- Sfântul Ioan Damaschin, Opere complete, Vol. 1, Editura Gândul Aprins, 2015 (Ediție bilingvă) - conține primele 2 părți din Izvorul Cunoștinței: Dialectica și Despre erezii.
- Sfântul Ioan Damaschin, Opere complete, Vol. 2, Editura Gândul Aprins, 2017 (Ediție bilingvă) - conține a treia parte din Izvorul Cunoștinței: Dogmatica.
- Sfântul Ioan Damaschin, Dogmatica, traducere, introducere și note de Dumitru Fecioru, Editura Institutului Biblic și de Misiune al Bisericii Ortodoxe Române, București, 2005.
- A celui întru sfinți părintelui nostru Ioan Damaschin. Descoperire cu amăruntul a pravoslavnicii credințe, tălmăcită din limba elinească acum întru a doao domnie aicea a prea luminatului și prea înălțatului nostru Domn Alexandru Constantin Moruzi Voevod, din porunca preasfințitului arhiepiscop și mitropolit a toată Moldavia Chiriu Chir Veniamin, cu a căruia blagoslovenie și cheltuială s-au dat și în tipariu spre folosul de obște, adăogându-se la sfârșit și oarecare însemnări, în tipografia sfintei Mitropolii, în Iași, la anul 1806.

## Sfântul Ioan Damaschinul
Ioan Damaschinul a fost canonizat, iar sărbătoarea Sf. Ioan Damaschinul a fost fixată, atât în biserica ortodoxă cât și în cea catolică, la 4 decembrie, data morții sale.
În anul 1890, Papa Leon al XIII-lea l-a declarat pe Ioan Damaschinul Doctor al Bisericii.

## Galerie de imagini

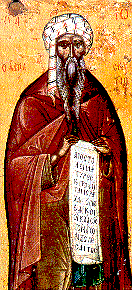
Sfântul Ioan Damaschinul
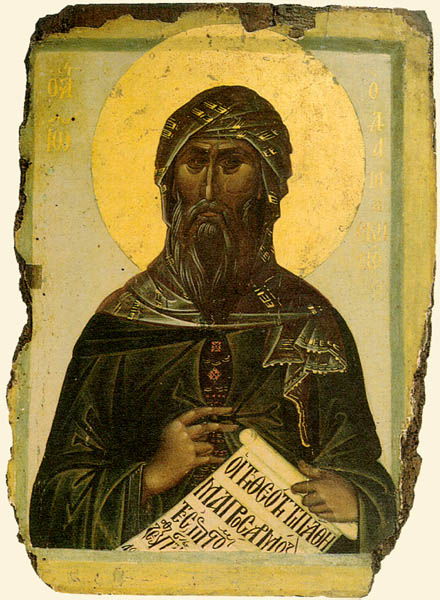
Icoană rusească, de la Muntele Athos, a Sf. Ioan Damaschinul
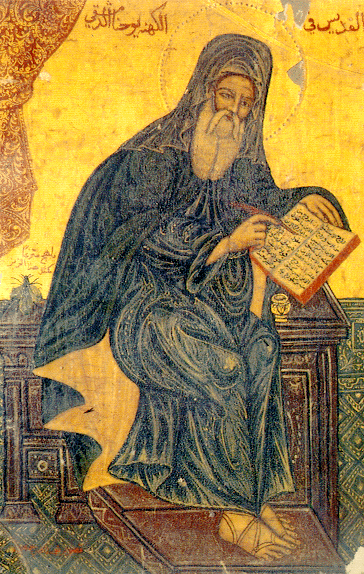
Icoană arabă a Sf. Ioan Damaschinul
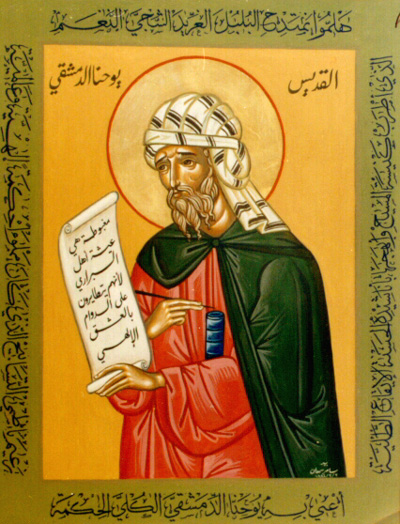
Icoană arabă a Sf. Ioan Damaschinul
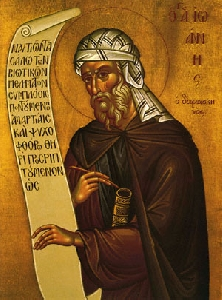
Icoană a Sântului Ioan Damaschinul

### Studii
- Samuil Micu, Sancti patris nostri Joannis Damasceni (Titlul studiului, în limba română: Sfântul părintele nostru Ioan Damaschinul)